# 한국농민발명협회
한국농민발명협회는 우리실정에 적합한 농업기자재와 농업기술 등을 개발 보급 목적으로 1995년 7월 20일 설립된 대한민국 농림수산식품부 소관의 사단법인이다. 사무실은 충청북도 청주시 서원구 남이면 회천리 411-1에 있다.